# Julia Beatty
Julia Beatty es una investigadora veterinaria brito-australiana, especializada en medicina felina y profesora de ciencia veterinaria.

## Educación
Nacida en Londres, asistió a la Facultad Real de Veterinaria de la Universidad de Londres y graduádose con un B.Sc. de Medicina Veterinaria en 1989. Obtuvo un PhD defendiendo una tesis sobre la respuesta inmune a virus de immunodeficiencia felina en el Laboratorio Oswald Jarrett en la Universidad de Glasgow en 1994. Es una cirujana veterinaria miembro del Colegio de Cirujanos reconocida como especialista clínica en Medicina Felina. Ha trabajado tanto en Hospitales primarios como de referencia y es actualmente profesora asociada de Medicina de Pequeños Animales en la Facultad de Ciencia Veterinaria de la Universidad de Sídney.

## Reconocimientos
Es conocida por sus investigaciones en enfermedades virales de gatos, particularmente causas virales de cáncer. Inició una colaboración con Demandar VandeWoude y Ryan Troyer en la Universidad Estatal de Colorado dirigiendo el descubrimiento, conjuntamente, del primer gammahepresvirus de gatos domésticos, Felis catus gammaherpesvirus 1. Su búsqueda de ese virus y otras enfermedades contagiosas de animales pequeños continúa en el Grupo Clínico de Investigaciones de Enfermedades Contagiosas en la Universidad de Sídney.
Le fue otorgado el Premio australiano de la Asociación Veterinaria de Pequeños Animales por Excelencia Científica en 2014 y una beca Thompson de la Universidad de Sídney en 2012. Su búsqueda ha sido financiada por el Wellcome Trust, Reino Unido y el Morris Fundación Animal, EE. UU. Es autora de más de 80 publicaciones científicas y capítulos de libros y ha tenido encima de 30 presentaciones de resúmeneas en conferencias internacionales. Es también Miembro y ex Pta del Capítulo Felino de Australia y Universidad de Nueva Zelanda de Científicos Veterinarios, y es asociada editor para Ciencia y Medicina Veterinarias (Wiley).
Es actualmente especialista de Medicina Interna Felina en el Hospital de Enseñanza Veterinario Universitario Sídney, donde actúa en búsquedas clínicas a enfermedades de animales pequeños. En su función como Profesora asociada,  es una conferenciante en medicina de pequeños animales, supervisora del año final de clínicas veterinarias estudiantiles y de posgrados y de doctorandos.